# Кабардино-Балкарський державний університет імені Х. М. Бербекова
Кабардино-Балкарський державний університет імені Х. М. Бербекова (рос. Кабардино-Балкарский государственный университет имени Х. М. Бербекова) — класичний заклад вищої освіти в російському Нальчику, заснований у 1957 році.
Член Асоціації класичних університетів Росії.

## Історія
У 1924 році в Нальчику відкрилося Ленінське навчальне містечко (ЛНМ), що розташувалося в будівлі пізніше переданій медичного факультету. Там же в 1925 році відкрився медичний технікум та курси трактористів, сільгоспшкола, радпартшкола.
У 1931 році на ЛНМ почав роботу Педагогічний робітничий факультет. ЛНМ реорганізовано в Ленінське партійне навчальне містечко, яке було розформоване в 1936.
7 липня 1932 року, на прохання Кабардино-Балкарського обласного комітету партії відкривається Педагогічний інститут.
На базі педінституту у 1957 році утворений Кабардино-Балкарський державний університет.
Згідно наказу міністра вищої і середньої освіти СРСР В. Б. Єлютіна 1 вересня 1957 року Кабардино-Балкарський державний університет розпочав роботу у складі 4 факультетів:
- історико-філологічного,
- фізико-математичного,
- інженерно-будівельного,
- сільськогосподарського

Всього налічувалося 21 кафедра, які готували не тільки викладачів шкіл, включаючи і вчителів іноземних мов, яких державний педінститут не випускав, а й інженерів-будівельників та вчених-агрономів.
У 1982 році університет нагороджений орденом Дружби народів. 30 грудня 1996 року Указом Президента Кабардино-Балкарської республіки університету присвоєно ім'я його першого ректора Хатути Бербекова.

## Назви
- 1924—1931 — Ленінське навчальне містечко;
- 1931—1932 — Педагогічний робочий факультет;
- 1932—1957 — Кабардино-Балкарський державний педагогічний інститут;
- 1957—1982 — Кабардино-Балкарський державний університет;
- 1982—1996 — Кабардино-Балкарський ордена Дружби народів державний університет;
- з 1996 — Кабардино-Балкарський ордена Дружби народів державний університет ім. Х. М. Бербекова.

## Матеріально-технічна база
У бібліотечному фонді університету нараховується 1,5 млн одиниць збереження, в тому числа 2000 унікальних видань. З 1998 року впроваджена електронна автоматизована бібліотечно-інформаційна система «АИБС» «Бібліотека 4.0», де формується електронна бібліотека.
Кількість персональних комп'ютерів становить понад 980 одиниць. Освітній процес здійснюється в 50 комп'ютерних і трьох мультимедійних аудиторіях. Всі комп'ютерні пристрої об'єднані в університетську локальну мережу, що має вихід до глобальної мережі інтернет, до якої під'єднано і університетський центр телемедицини.
В університеті працюють 8 рад із захисту докторських дисертацій за 17 спеціальностями і одна рада із захисту кандидатських дисертацій.
Наукові дослідження здійснюються в рамках 33 основних наукових напрямків на 92 кафедрах з 132 основних тем, у 2-х науково-дослідних інститутах і філії Всеросійського науково-дослідного інституту фізичної культури і спорту, 20 науково-дослідних лабораторіях і ОКТБ «Марс». Пріоритетними вважаються наступні напрямки досліджень: фізика твердого тіла, фізика поверхні, фізика міжфазних явищ, геофізика, фізика високих густин енергії, фізика полімерів, гірські екосистеми і здоров'я людини, кліматичне лікування бронхіальної астми з використанням кліматичних умов високогір'я, екологічні основи мікроеволюції і охорона рослинного і тваринного світу, мова і культура, термостійкі полімери, фізична хімія, електрохімія.

## Структура

### Коледжі
- Медичний коледж
- Коледж інформаційних технологій та економіки
- Педагогічний коледж
- Коледж дизайну

### Факультети
Медичний факультет

### Інститути
- Вища школа міжнародної освіти
- Інститут архітектури, будівництва та дизайну
- Соціально-гуманітарний інститут
- Інститут педагогіки, психології та фізкультурно-спортивної освіти
- Інститут інформатики, електроніки та робототехніки
- Інститут права, економіки та фінансів
- Інститут фізики та математики
- Інститут хімії та біології
- Інститут підвищення кваліфікації і професійної перепідготовки
- Інститут стоматології та щелепно-лицевої хірургії.